# Diplodiscus
Diplodiscus  es un género de plantas con flores con once especies perteneciente a la familia Malvaceae. Es originario de Asia. Fue descrito por Porphir Kiril Nicolai Stepanowitsch Turczaninow  y publicado en Bulletin de la Société Impériale des Naturalistes de Moscou  31(1): 235, en el año 1858. La especie tipo es Diplodiscus paniculatus Turcz.

## Especies
| - Diplodiscus aureus - Diplodiscus decumbens - Diplodiscus hookerianus - Diplodiscus longifolius - Diplodiscus longipetiolatus | - Diplodiscus microlepis - Diplodiscus paniculatus - Diplodiscus parviflorus - Diplodiscus scortechinii - Diplodiscus suluensis - Diplodiscus verrucosus |